# Пребиц
Пребиц (нем. Prebitz) — община  в Германии, в Республике Бавария. 
Подчиняется административному округу Верхняя Франкония. Входит в состав района Байройт. Подчиняется управлению Кройссен.  Население составляет 1062 человека (на 31 декабря 2010 года). Занимает площадь 20,99 км². Местные регистрационные номера транспортных средств (коды автомобильных номеров) (нем. Kraftfahrzeugkennzeichen) — BT Архивная копия от 20 августа 2016 на Wayback Machine.
Община подразделяется на 13 сельских округов.

## Население
По оценке на 31 декабря 2015 года население общины Пребиц составляет 1020 чел. 

| Дата      | 1840 | 1871 | 1900 | 1925 | 1939 | 1950 | 1961 | 1970 | 1987 | 2011 |
| --------- | ---- | ---- | ---- | ---- | ---- | ---- | ---- | ---- | ---- | ---- |
| Население | 1006 | 1140 | 991  | 939  | 853  | 1266 | 945  | 1013 | 979  | 1013 |

| Год       | 1960 | 1970 | 1980 | 1990 | 2000 | 2009 | 2010 | 2011 | 2012 | 2013 | 2014 | 2015 |
| --------- | ---- | ---- | ---- | ---- | ---- | ---- | ---- | ---- | ---- | ---- | ---- | ---- |
| Население | 988  | 1013 | 993  | 1019 | 1130 | 1075 | 1062 | 1003 | 1011 | 1011 | 1007 | 1020 |